# Nora Barnacle

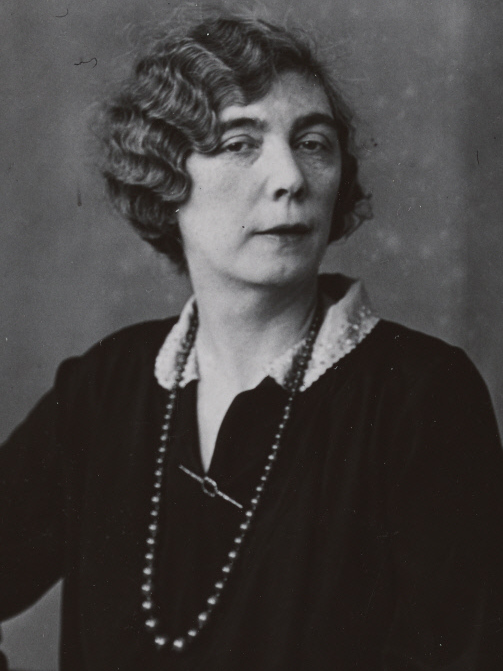
Nora Barnacle

Nora Barnacle (Galway, 21 marzo 1884 – Zurigo, 10 aprile 1951) è stata l'amante, la compagna e infine la moglie dello scrittore James Joyce.

## Biografia

### Infanzia e giovinezza
Nata in una workhouse di Galway, in Irlanda, nel 1884, da Annie Honoria Healy, 28enne lavorante come sarta della regione di Connemara, e Thomas Barnacle, 38enne fornaio completamente analfabeta e originario della stessa zona, Nora presentava l'insolito cognome "Barnacle", derivante dall'irlandese "Ó Cadhain", solitamente anglicizzato come "Coyne", "Kyne", "Cohen" o "Coen": in irlandese, invece, "cadhan" significa "oca selvatica".
Tra il 1886 e il 1889, i genitori mandarono la figlia a vivere con la nonna materna, Catherine Mortimer Healy, già più benestante di loro: in questi anni a studiare in un severo convento (dalle cui suore venne malamente espulsa dopo aver urlato ridendo una bestemmia), diplomandosi infine in una scuola pubblica nel 1891. Nel 1896 Nora completò gli studi e tuttavia iniziò a lavorare come portinaia e lavandaia.
Nello stesso anno, sua madre cacciò suo padre per aver "osato" dar ragione alla figlia in merito al suo odio verso la Chiesa, e la coppia divorziò: l'uomo e la figlia, pur volendosi molto bene, dovettero separarsi quando la madre di quest'ultima quasi la costrinse ad andare a vivere con lei e suo fratello, lo zio Tom Healy, a Galway (casa poi stata trasformata in museo dedicato alla memoria di Nora).
Qui, all'età di 12 anni, Nora si innamorò di un adolescente di nome Michael Feeney, che purtroppo morì poco dopo o di tifo o di polmonite: questa drammatica coincidenza, aggiunta alla morte nel 1900 di un altro ragazzo fidanzato con lei, Michael Bodkin, fece sì che alcuni dei suoi amici la chiamassero scherzosamente "assassina di uomini"; il futuro compagno Joyce in seguito fece riferimento a questi incidenti nel racconto finale della sua raccolta Gente di Dublino, I morti.
Si dice che la ragazza, depressa in seguito ai due tragici eventi, abbia trovato conforto presso un'amica, l'attrice di teatro in erba Laura London, che la presentò a un giovane protestante di nome Willie Mulvagh: nel 1903, Nora lasciò Galway (dopo che suo zio venne esortato a cacciarla dalla sorella Annie Honoria - madre di Nora -, venuta a conoscenza della relazione che ella considerava "tossica" solo perché con un ragazzo di un'altra fede) e raggiunse Dublino, dove lavorò come cameriera al "Finn's Hotel" (nome in seguito utilizzato come titolo per una raccolta pubblicata postuma di 10 racconti brevi, scritti da Joyce, nel 2013).

### Relazione con Joyce
Incontratisi il 10 giugno 1904, l'appassionata relazione sentimentale tra Nora e James Joyce iniziò il successivo 16 giugno: quest'ultima data venne poi scelta da Joyce per collocarvi la giornata del romanzo Ulisse (Ulysses), e che sarebbe diventata successivamente famosa e addirittura celebrata in tutto il mondo come "Il giorno di Bloom" ("Bloomsday" in lingua originale). Ad oggi rimane oggetto di acceso dibattito la vera natura dell'incontro tra la Barnacle e Joyce: alcuni asseriscono che Nora fosse in cerca di un'avventura a sfondo erotico, mentre altri sostengono, invece, che l'appuntamento fu casto. È verosimile che la questione non sarà mai risolta in un senso o nell'altro.
Tuttavia, è stata ritrovata una lettera a sfondo erotico indirizzatale da Joyce nell'inverno del 1909, venduta poi all'asta da Sotheby's nel 2004 per la cifra di 360 000 euro:
(James Joyce in una delle sue famose lettere puramente erotiche per Nora, dichiaratasi per tutta la vita "amante del sesso")
Sul finire del 1904, la Barnacle e Joyce lasciarono l'Irlanda alla volta dell'Europa continentale, accasandosi infine a Trieste il 20 ottobre 1904; Nora ebbe due figli: Giorgio (Trieste, 27 luglio 1905 - Costanza, 12 giugno 1976) e la ballerina Lucia Anna (Trieste, 26 luglio 1907 - Northampton, 12 agosto 1982). Dopo essere stata la sua musa, Nora sposò Joyce, rigorosamente in maniera civile (entrambi erano dichiaratamente atei), il 4 luglio 1931, e rimasero insieme fino alla morte di quest'ultimo, avvenuta 10 anni dopo a Zurigo, nel 1941.

### Morte
Anche Nora morì poi a Zurigo 10 anni dopo, il 10 aprile 1951, all'età di 67 anni, per insufficienza renale acuta. Venne sepolta accanto al marito, al cimitero di Fluntern, luogo a cui si unirà anche la tomba del figlio Giorgio.

## Nella cultura di massa
- Nel 1980 la commedia teatrale Nora Barnacle, diretta da Maureen Charlton e narrante la relazione tra Nora e James, ha debuttato al Dublin Theatre Festival ed è stata poi definita dal Washington Post come "il miglior pezzo di teatro in questo e di molti altri festival teatrali dai tempi di The Cherry Orchard con Siobhán McKenna!";[10]
- Nel 1988 Brenda Maddox scrisse la sua biografia (intitolata Nora), a sua volta tradotta, nel 2000, nell'omonimo adattamento cinematografico, con protagonisti Susan Lynch (nei panni di Nora) e Ewan McGregor (nelle vesti di Joyce);[11][12]
- Nuala O'Connor ha pubblicato il romanzo Nora, basato sulla sua vita, nel 2021;[13]
- Oggi la casa d'infanzia in cui visse Nora con madre e zio materno è stata trasformata in una casa museo a lei dedicata: la Nora Barnacle House Museum.[14][15]